# ماهیچه راست داخلی
ماهیچه راست داخلی (انگلیسی: Medial rectus muscle) از ماهیچه‌های کاسه چشم است که کار نزدیک کردن کره چشم را برعهده دارد.
خاستگاه آن حلقه تاندونی مشترک، پیوندگاه آن کناره داخلی صلبیه و عصب‌گیری‌اش از عصب حرکتی چشم (ovulomotor) است.

## نگارخانه

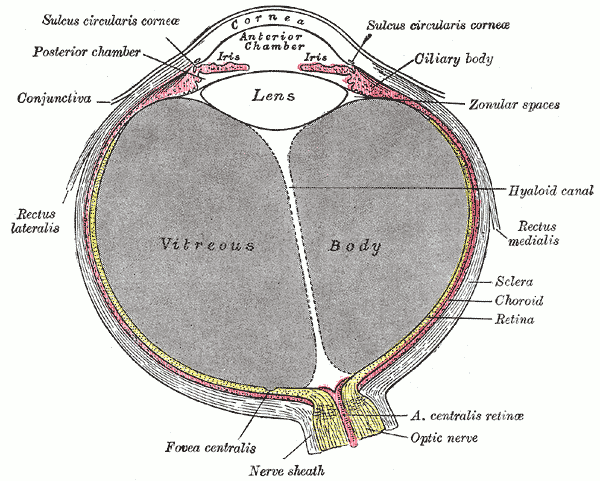
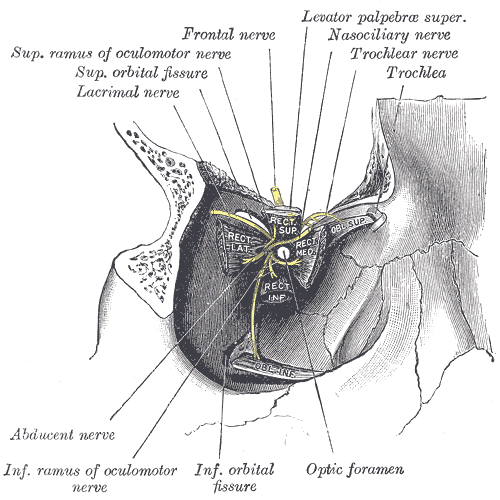
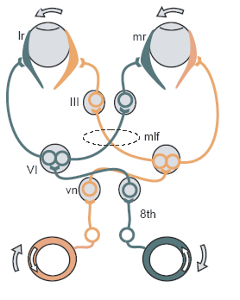
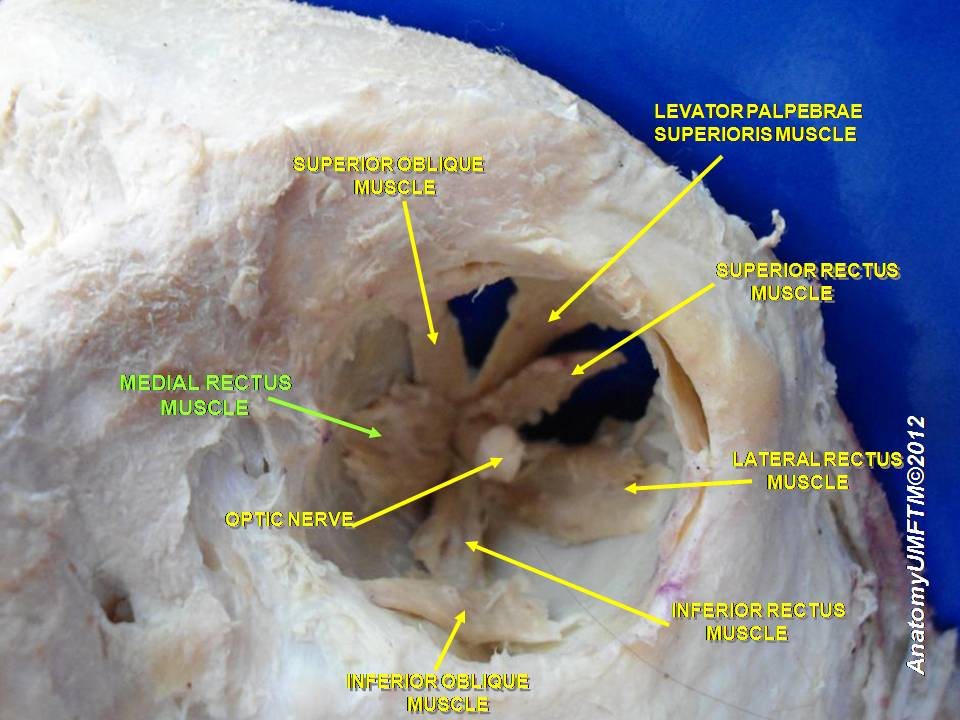
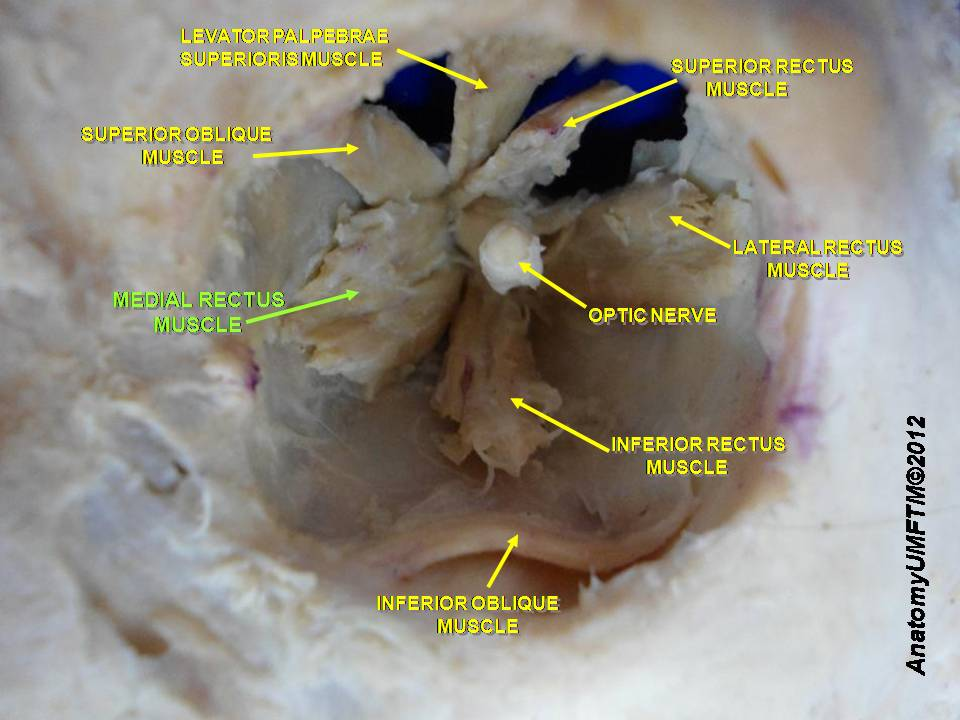
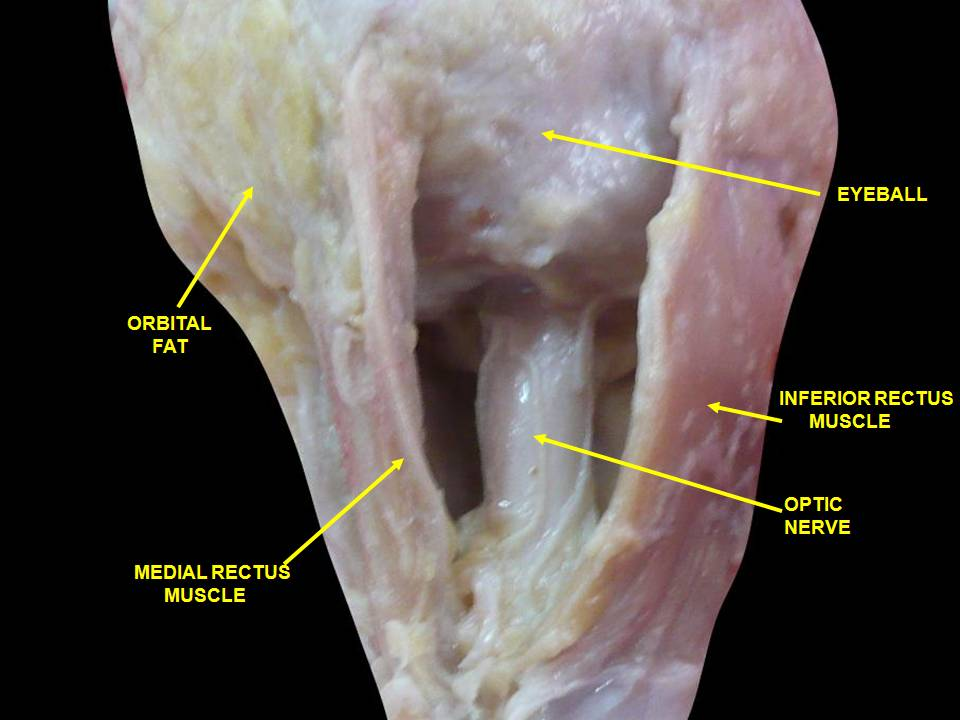
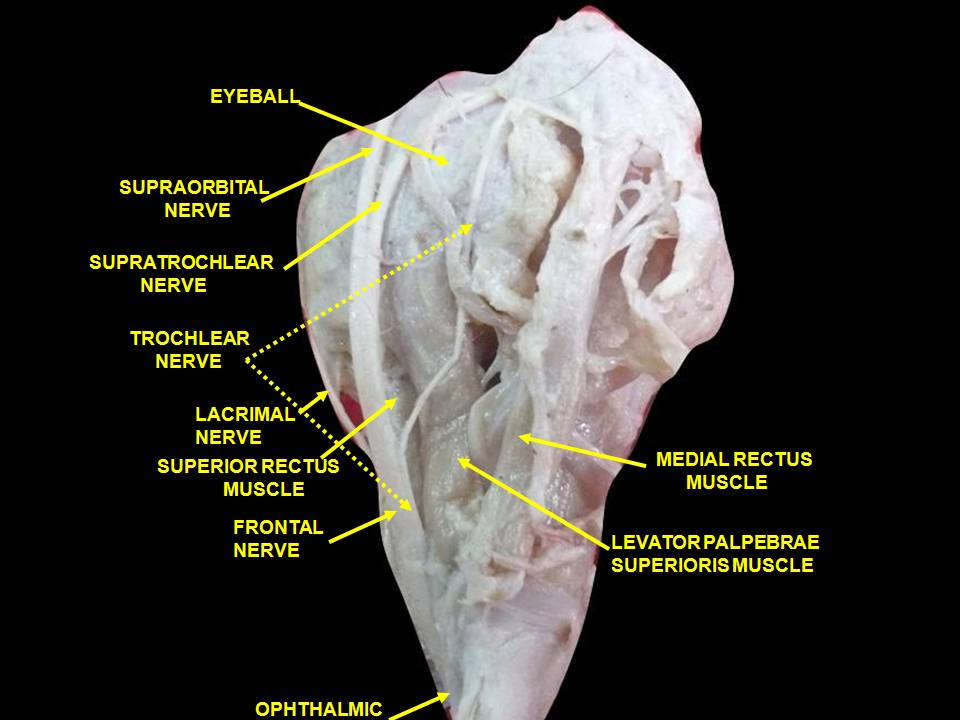
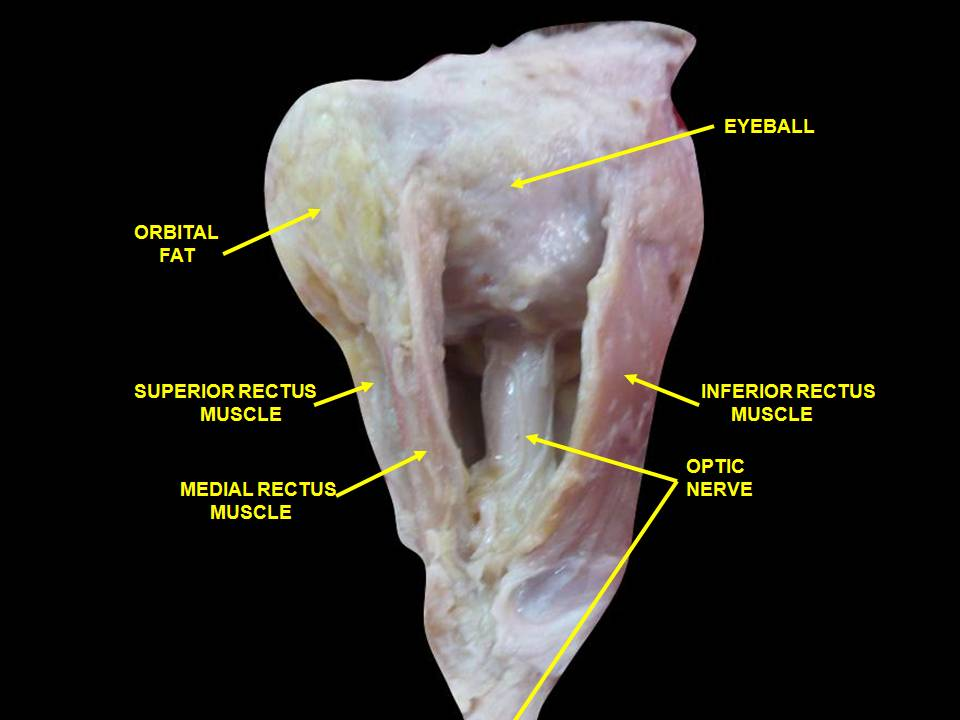
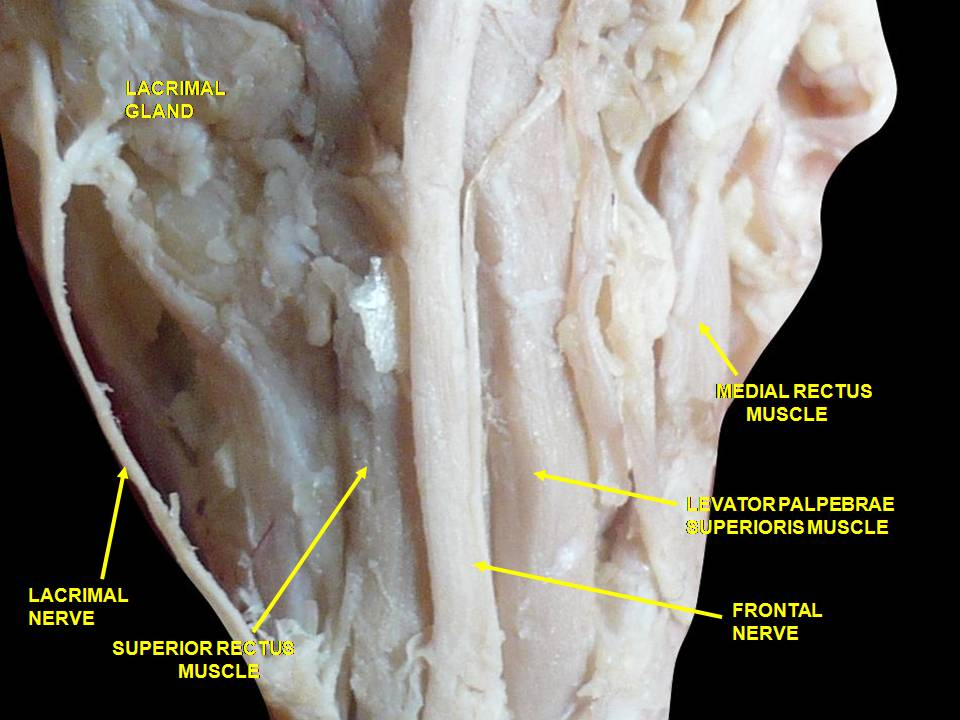
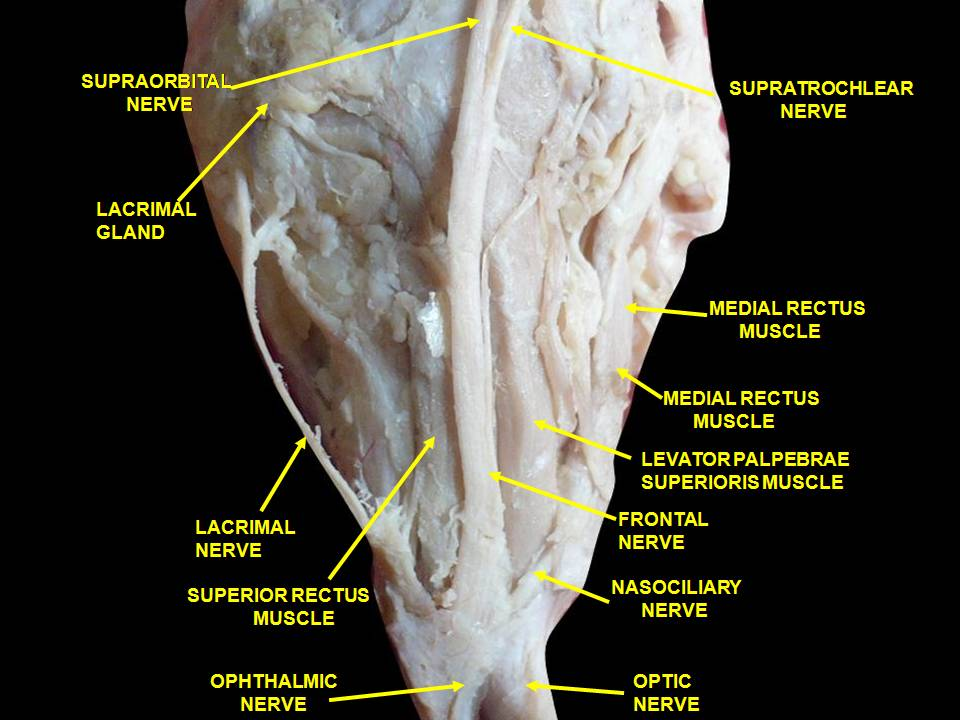
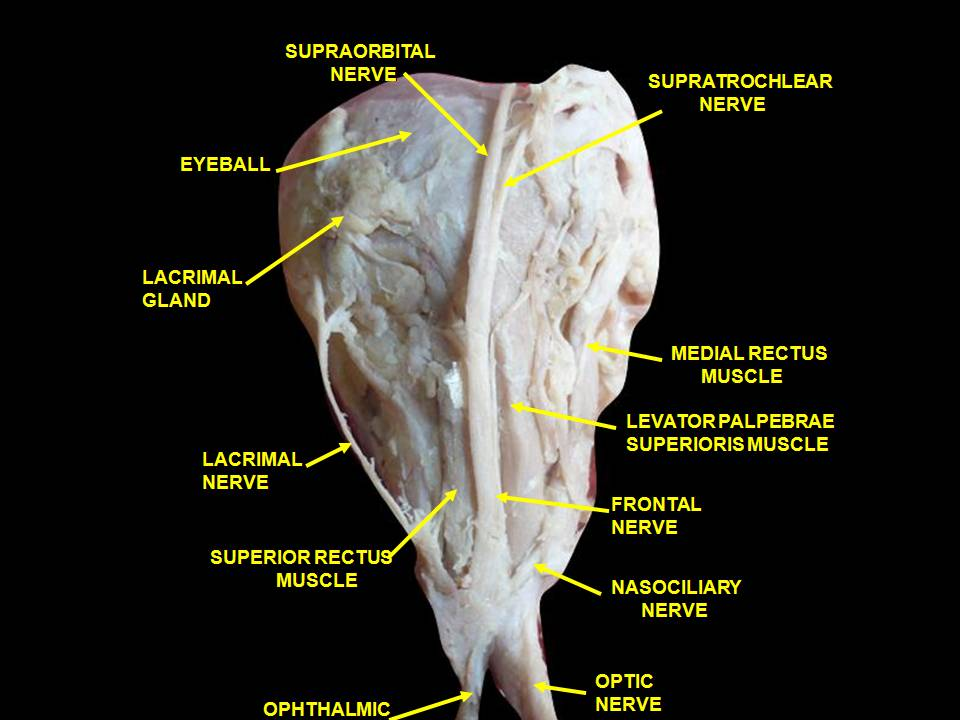